# Aléxandros Tagarópulos
Aléxandros Tagarópulos –en griego, Αλέξανδρος Ταγαρόπουλος– es un deportista griego que compite en vela en la clase Tornado.
Ganó dos medallas en el Campeonato Mundial de Tornado, plata en 2017 y bronce en 2015, y seis medallas en el Campeonato Europeo de Tornado entre los años 2011 y 2017.

## Palmarés internacional
| \| Campeonato Mundial \| Campeonato Mundial \| Campeonato Mundial \| Campeonato Mundial \| \| Año \| Lugar \| Medalla \| Clase \| \| ------------------ \| ---------------------------------- \| ------------------ \| ------------------ \| \| 2015 \| Carnac (Francia) \| Medalla de bronce \| Tornado \| \| 2017 \| Salónica (Grecia) \| Medalla de plata \| Tornado \| \| Campeonato Europeo \| \| \| \| \| Año \| Lugar \| Medalla \| Clase \| \| 2011 \| Dervio (Italia) \| Medalla de bronce \| Tornado \| \| 2012 \| Warder (Países Bajos) \| Medalla de plata \| Tornado \| \| 2013 \| Fußach (Austria) \| Medalla de plata \| Tornado \| \| 2015 \| Černá v Pošumaví (República Checa) \| Medalla de bronce \| Tornado \| \| 2016 \| Cesenatico (Italia) \| Medalla de oro \| Tornado \| \| 2017 \| Dervio (Italia) \| Medalla de oro \| Tornado \| |                                    |                   |         |
| Campeonato Mundial |                                    |                   |         |
| Año | Lugar                              | Medalla           | Clase   |
| 2015 | Carnac (Francia)                   | Medalla de bronce | Tornado |
| 2017 | Salónica (Grecia)                  | Medalla de plata  | Tornado |
| Campeonato Europeo |                                    |                   |         |
| Año | Lugar                              | Medalla           | Clase   |
| 2011 | Dervio (Italia)                    | Medalla de bronce | Tornado |
| 2012 | Warder (Países Bajos)              | Medalla de plata  | Tornado |
| 2013 | Fußach (Austria)                   | Medalla de plata  | Tornado |
| 2015 | Černá v Pošumaví (República Checa) | Medalla de bronce | Tornado |
| 2016 | Cesenatico (Italia)                | Medalla de oro    | Tornado |
| 2017 | Dervio (Italia)                    | Medalla de oro    | Tornado |